# کنجی یوشیدا
کنجی یوشیدا (انگلیسی: Kenji Yoshida؛ زادهٔ ۱ ژانویهٔ ۱۹۳۵) تهیه‌کننده، مانگاکا، تصویرگر اهل ژاپن است. وی بین سال‌های ۱۹۶۲ تا ۲۰۰۵ میلادی فعالیت می‌کرد.